# 赫尔维蒂亚号列车
赫尔维蒂亚号（Helvetia）是曾运营于德国汉堡至瑞士苏黎世间一班长途列车所使用的名称，由德国联邦铁路（1994年起重组为为德国铁路）及瑞士联邦铁路在1952年至2002年间共同开行。其命名源自瑞士的拉丁语国名“赫尔维蒂亚”，最早以快速列车（F）类别推出，并自1957年起成为仅搭载一等车厢等级的全欧快车（TEE）。1979年5月27日，它被重新归类为两舱等级的城际列车（IC），1987年5月31日又被纳入全新的欧城列车（EC）网络。在1991年至1992年经过短暂停止运营后，它又以城际特快列车（ICE）的类别重新推出。至2002年底，相关列车不再使用赫尔维蒂亚的名称。

## 历史

### 快速列车
早在1952年，德国联邦铁路便计划在法兰克福至苏黎世间建立一条由动车组担当的长途列车连接。但是由于动车组短缺，这一计划在当时无法立即实现。作为弥补，德铁还是开行了法兰克福－斯图加特－慕尼黑间的动车组服务，车次使用FT29/30次。而通往瑞士的服务则由机车牵引客车车厢的方式开行，运行于巴塞尔瑞士车站至法兰克福间，车次使用F77/78次，沿线停靠巴塞尔巴登车站、弗赖堡、奥芬堡、卡尔斯鲁厄、曼海姆（机车换挂）和达姆施塔特等车站。列车每日早晨由巴塞尔出发，至傍晚返程，在当时被称为“赫尔维蒂亚快车”（Helvetia Expreß）。
1953年夏天，德国联邦铁路新开发的VT 08型柴联车供应充足，使得原跨境服务可以转为这一款动车组担当。同时列车的运行线路被延长至苏黎世始发及终到。自1953年冬季时刻表开始，列车在法兰克福以北还继续沿卡塞尔、汉诺威、汉堡火车总站至汉堡-阿尔托纳车站运行。由于在长达959公里的总里程中运行时间仅为12小时，因此这班列车广受旅客的欢迎；其中法兰克福－汉诺威间长达348.5公里的路程采取一站直达，是当时德国联邦铁路停站间距最长的列车。在1954年的夏季时刻表中，列车在法兰克福至卡塞尔区间不再沿美因－威悉铁路运行，改为经由富尔达和贝布拉这更便捷的方式往返。同时，奥芬堡的停站也被取消。法兰克福至曼海姆区间自1955年起也变更为经由更快的里德铁路运行，从而摒弃了达姆斯塔特的停站。

### 全欧快车
1957年6月2日，赫尔维蒂亚号成为首批被纳入全欧快车类别的列车之一。至此，列车北行时间缩短为10小时34分，南行则为10小时37分，是当时单程运行时间最长的全欧快车。为虽然在1957年的夏季时刻表中，列车仍然使用VT08型柴联车担当服务，但偶尔也会使用二战前生产的SVT137型柴联车加入运营。同年10月，列车首次更换了为全欧快车而研发的VT11.5型柴联车，这使得赫尔维蒂亚号的最高运行速度可达140公里/小时。这是所有德国联邦铁路开行的列车中速度最快的，因此上座率经常爆满。
随着汉堡至汉诺威区间完成电气化铁路改造，同时也受到另外两班长途列车莱茵的黄金号和莱茵之箭号的运营大获成功的影响，赫尔维蒂亚号自1965年起也转变为由机车牵引的列车编组。这些崭新的车厢是根据莱茵的黄金型稍作修改而造，例如采用了斜坡式的车顶。列车独有的设计则是新造的一节型号为WRümh-64（WRmz132）的单层餐车和一节型号为ARDümh-64（WRmh105）的酒吧车。与莱茵的黄金号鈷藍色+米色的涂装不同，这些新车厢的配色方案均采用全欧快车统一的红色+米色（RAL 3004及1001）涂装。
列车全程（汉堡－苏黎世区间）的编组包括两节Avmh-62（Avmz111）型隔间座车、一节Apmh-62（Apmz121）型开放座车、一节餐车及一节酒吧车。另外两节Avmh-62型以及如需必要时最多两节Apmh-62型则提供汉堡－巴塞尔区间的服务。在牵引机车方面，主要使用E10型电力机车，而其变体、转为全欧快车设计的E10.12型（1968年后称为112型）则仅担当曼海姆至法兰克福间的牵引任务。直至1968年，这些机车都被普遍运用于赫尔维蒂亚号之中，其最高运行速度也同时被提升至160公里/小时，单程运行时间被进一步缩短至8小时左右。
自1967年起，列车还会在编组中搭载慕尼黑－阿姆斯特丹间伦勃朗号的联运车厢（苏黎世－阿姆斯特丹），这节车厢会在曼海姆进行加挂/解编工作。1971年后，赫尔维蒂亚号的牵引任务转由德国联邦铁路新的高速机车103型电力机车担当。前往阿姆斯特丹的联运车厢编组也被取消。以下为列车在1971年冬季的时刻表：
| TEE73次 | TEE73次 | 停靠站           | TEE72次 | TEE72次 |
| 里程    | 时刻    | 停靠站           | 时刻    | 里程    |
| ------- | ------- | ---------------- | ------- | ------- |
| 0       | 13:39   | 汉堡（阿尔托纳） | 16:09   | 966     |
| 5       | 13:46   | 汉堡（达姆门）   | 16:11   | 961     |
| 7       | 13:55   | 汉堡             | 16:04   | 959     |
| 185     | 15:22   | 汉诺威           | 14:40   | 781     |
| 293     | 16:13   | 哥廷根           | 13:45   | 673     |
| 534     | 18:32   | 法兰克福         | 11:33   | 432     |
| 615     | 19:23   | 曼海姆           | 10:34   | 351     |
| 676     | 19:53   | 卡尔斯鲁厄       | 10:06   | 290     |
| 750     | 20:26   | 奥芬堡           | 09:33   | 216     |
| 811     | 20:53   | 弗赖堡           | 09:04   | 155     |
| 873     | 21:27   | 巴塞尔（巴登）   | 08:30   | 93      |
| 878     | 21:41   | 巴塞尔（瑞士）   | 08:24   | 88      |
| 966     | 22:43   | 苏黎世           | 07:00   | 0       |

### 城际列车

1971年的城际列车网络图，绿色为3号线

德国铁路在1971年9月26日开始构建由四条线路组成的城际列车运营大纲。但这对赫尔维蒂亚号暂时没有造成影响，它被纳入城际列车3号线中，并与另一班全欧快车罗兰号（不来梅－巴塞尔－米兰）和其它城际列车共同在西德境内组成了发车间隔为两小时一班的菱形运营网络，列车可以在汉诺威及曼海姆接驳其它线路的城际列车或全欧快车班次：
| 车站           | 到发时刻 | 接驳列车 | 接驳列车                  | 接驳列车                                                                | 接驳列车 |
| 车站           | 到发时刻 | 到发时刻 | 车次/名称                 | 运行区间                                                                |          |
| -------------- | -------- | -------- | ------------------------- | ----------------------------------------------------------------------- | -------- |
| 汉诺威火车总站 | 15:18/20 | 15:12/24 | IC187 阿尔布雷希特·丢勒号 | 不来梅 → 汉诺威 → 慕尼黑（城际列车4号线）                               |          |
| 曼海姆火车总站 | 19:15/23 | 19:18/20 | TEE11 伦勃朗号            | 阿姆斯特丹 → 科隆 → 曼海姆 → 慕尼黑 （科隆－慕尼黑区间为城际列车1号线） |          |

| 车站           | 到发时刻 | 接驳列车 | 接驳列车         | 接驳列车                                                                | 接驳列车 |
| 车站           | 到发时刻 | 到发时刻 | 车次/名称        | 运行区间                                                                |          |
| -------------- | -------- | -------- | ---------------- | ----------------------------------------------------------------------- | -------- |
| 曼海姆火车总站 | 10:34/42 | 10:37/39 | TEE10 伦勃朗号   | 慕尼黑 → 曼海姆 → 科隆 → 阿姆斯特丹 （慕尼黑－科隆区间为城际列车1号线） |          |
| 汉诺威火车总站 | 14:40/42 | 14:34/45 | IC182 赫耳墨斯号 | 慕尼黑 → 汉诺威 → 不来梅（城际列车4号線）                               |          |

直至1979年，赫尔维蒂亚号才转变为搭载两舱（一等及二等）车厢等级的城际列车，使用车次为IC178/179次。此时其运营被北延至叙尔特岛的韦斯特兰 (德国)，其中汉堡至韦斯特兰区间的运营被纳入快速列车类别。与此同时，列车还搭载一节二等的联运车厢，由韦斯特兰往返于萨尔布吕肯，使用专为城际列车设计的ABm225型车厢，并在法兰克福加挂及解挂。
1987年5月31日，当欧城列车网络正式建成后，赫尔维蒂亚号又转变为这一类别。此后，随着新的城际特快列车系统进行调试，赫尔维蒂亚号在1991年短暂停运。

### 城际特快列车
1992年，德铁恢复使用了赫尔维蒂亚号的名称，并从即日起作为城际特快列车类别运行于汉堡至苏黎世间，车次使用ICE70/71次。列车采用ICE-1型电联车运营，这些车组专门安装了可匹配瑞士电气化铁路的受电弓及列车保护装置。自1993年5月23日起，赫尔维蒂亚号开始经由汉诺威－维尔茨堡高速铁路的部分路段运行，在富尔达至汉诺威的234公里路程中，运行时间分别缩短了38分钟（南行）和33分钟（北行）。随着ICE列车在2002年取消命名规则，赫尔维蒂亚的名称不复存在。如今，采用不命名方式运营的ICE70/71次列车仍然服务于汉堡阿尔托纳车站至巴塞尔瑞士车站之间。

## 机车车辆

### 柴联车

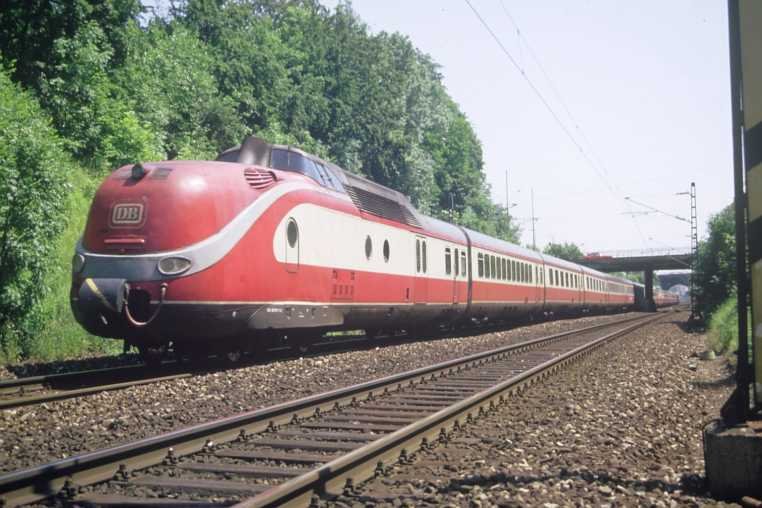
赫尔维蒂亚号自1957年至1965年所使用的VT11.5型柴联车

快速列车类别的赫尔维蒂亚号从1953年5月17日开始使用VT08.5型柴联车。在繁忙时期，列车还会交替使用SVT877和SVT137等二战前生产的衍生型号柴联车。1957年6月2日，在赫尔维蒂亚号升级为全欧快车后，本应使用专为全欧快车设计的VT11.5型柴联车。但由于生产进度缓慢，当时仅有一组VT11.5型柴联车在运营，直至同年10月14日，赫尔维蒂亚号才更换这一型号的柴联车。
VT11.5型柴联车最初采取七节编组（两端不含客席的动力车+五节客席拖车），但随着日益增加的客运需求，其中部的客席拖车也作了相应的增加：
- 1958年夏季：客车5节，繁忙期增加1节
- 1959年夏季：客车6节，繁忙期增加1节
- 1961年夏季：客车7节
- 1962年夏季：客车7节，繁忙期增加1节

### 客车车厢
赫尔维蒂亚号自1965年5月1日起改为使用由机车牵引的客车车厢。车厢与莱茵的黄金号自1962年起使用的版本（又名莱茵的黄金型）相同或稍作改进。这些车厢成为德国联邦铁路日后开发全欧快车及城际列车车厢的标准。客车的标准编组由两节一等隔间座车、一节一等开放座车、一节餐车及一节酒吧车组成。另有两节隔间座车以及如需必要时最多两节开放座车型则提供汉堡－巴塞尔区间的服务。
从1967年5月28日至1971年5月22日，赫尔维蒂亚号在苏黎世至曼海姆区间还会加挂两节联运车厢，分别为一节一等开放座车（运行区间：苏黎世－阿姆斯特丹）和一节一等隔间座车（运行区间：苏黎世－莱茵河畔埃默里希）。这些车厢会在曼海姆解编后加挂至慕尼黑开往阿姆斯特丹的伦勃朗号运行，反之亦然。
1971年5月23日起，赫尔维蒂亚号由汉堡至苏黎世的标准编组由四节座车组成，另有五节座车运行于汉堡至巴塞尔区间。列车在苏黎世至巴塞尔区间与另一班全欧快车弓弩号合编运行，反方向则分开运行。
赫尔维蒂亚号在1979年转变为城际列车类别后，编组中也开始加入二等席别车厢。其于1982年的标准编组为五节一等车、一节餐车及七节二等车。另有五节二等车仅在汉堡至巴塞尔区间运行。在赫尔维蒂亚号于1987年又转变为欧城列车类别后，列车的二等车比例又持续增加。同年，其标准编组为三节一等车、一节餐车和十节二等车（当中包括四节仅在汉堡至巴塞尔区间运行）。

### 电力机车

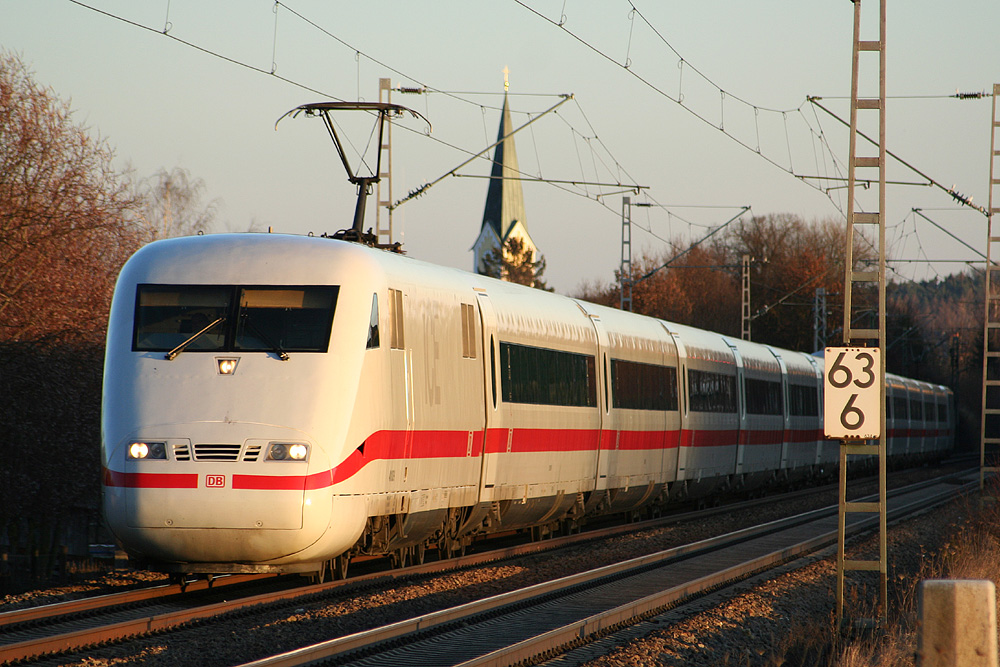
赫尔维蒂亚号自1992年起使用的ICE-1列车

自1965年以来，赫尔维蒂亚号在汉堡－法兰克福及法兰克福－巴塞尔区间均使用德国联邦铁路E10.12型电力机车（1968年后称为112型）担当牵引任务；巴塞尔－苏黎世区间则使用Re 4/4II型电力机车或Re 4/4III型电力机车担当，列车运行全程需要在法兰克福火车总站和巴塞尔瑞士车站换向及机车换挂。1971年后，赫尔维蒂亚号在德国境内的牵引任务转由德国联邦铁路新引入的103型电力机车担当。此后列车在城际列车及欧城列车时期均使用这款机车。

### 电联车
赫尔维蒂亚号在1992年升级为城际特快列车后，转为使用ICE-1型电联车。

## 事故
赫尔维蒂亚号在1965年8月12日曾发生过一起严重的撞击事故。一班正执行TEE67次任务的赫尔维蒂亚号在全速行驶至兰佩特海姆车站时，与停靠在站内的Dg6621次货运列车发生剧烈碰撞，造成货列部分车厢脱轨。事件共导致4人丧生，一台E10型电力机车严重损毁，另一有节Ap4üm-62型车厢完全报废。

## 脚註
1. ↑  UIC 1972，第22頁.
2. ↑  Cook 1979，第6頁.
3. ↑  Goette 2008，第81頁.
4. ↑  Scharf & Ernst 1983，第793頁.
5. ↑  Goette & Willen 2006，第102頁.
6. ↑  Scharf & Ernst 1983，第188-190頁.
7. ↑  Scharf & Ernst 1983，第198頁.
8. ↑  Berndt 2002，第69頁.
9. ↑  Scharf & Ernst 1983，第310頁.
10. ↑  Goette & Willen 2006，第103頁.
11. ↑  Berndt 2002，第76頁.
12. ↑  Goette 2008，第82頁.
13. ↑  Mertens & Malaspina 2007，第109頁.
14. ↑  Mertens & Malaspina 2007，第164頁.
15. ↑  Goette & Willen 2006，第104頁.
16. 1 2  Mertens & Malaspina 2007，第164-167頁.
17. ↑  Hajt 2001，第74頁.
18. ↑  Werbeamt der DB 1971，第8頁.
19. ↑  Goette 2008，第86頁.
20. ↑  Scharf & Ernst 1983，第385頁.
21. ↑  Goette & Willen 2006，第106頁.
22. ↑  Malaspina 2006，第34-35頁.
23. 1 2 3  Mertens & Malaspina 2007，第167頁.
24. ↑  Scharf & Ernst 1983，第207頁.
25. 1 2 3  Malaspina 2005，第86-87頁.
26. ↑  Scharf & Ernst 1983，第312頁.
27. ↑  Scharf & Ernst 1983，第872頁.
28. ↑  Mertens & Malaspina 2007，第162-163頁.
29. ↑  Mertens & Malaspina 2007，第102-111頁.
30. ↑  Mertens & Malaspina 2007，第162頁.
31. ↑  Mertens & Malaspina 2007，第84-85頁.
32. ↑  Malaspina 2005，第84頁.
33. ↑  Goette 2008，第83頁.